# Rózsás tantalusz
A rózsás tantalusz (Mycteria ibis) a madarak (Aves) osztályának a gólyaalakúak (Ciconiiformes) rendjébe, ezen belül a gólyafélék (Ciconiidae) családjába tartozó faj.

## Elterjedése
Afrikában, Madagaszkáron és Délkelet-Ázsiában él.

## Megjelenése
Mérete 95–105 centiméter, szárnyfesztávolsága pedig 150–165 centiméter.
Tollazata majdnem teljesen fehér, kivéve a szárnyai végét. Nyaka és feje csupasz, csőre hosszú és sárga színű.

## Életmódja
Elsősorban a vizes élőhelyeket kedveli.
Sekély vízben kutat halak és más kisebb állatok után.
|  |  |  |